# Drosophila schachti
Drosophila schachti är en tvåvingeart som beskrevs 2002 av Gerhard Bächli, Vilela och Haring. Arten ingår i släktet Drosophila och familjen daggflugor. Den förekommer i Turkiet.